# División de Honor de Waterpolo
A División de Honor de Waterpolo é a primeira divisão do campeonato nacional de polo aquático da Espanha. Uma das ligas mais tradicionais do esporte.